# 奈月セナ
奈月 セナ（なつき セナ、1996年5月30日 - ）は、日本のタレント、女優、グラビアアイドル。岐阜県岐阜市出身。株式会社ボンド所属。本名は非公表。旧芸名は奈月。

## 経歴
高校1年生までは、「将来は安定した職に就いて親孝行しよう」と思い、看護師を目指していた。高校2年生の時に、モレラ岐阜で岐阜美少女図鑑という無料配布の写真集を見つけ、自身もモデルに応募してみることに。応募を機に、岐阜のドレスブランドのイメージモデルに抜擢され、「芸能の仕事をやりたい」と思うようになり、休日になるとモデル事務所にアポを取ったりオーディションを受けたりし、高校3年生のときに東京のモデル事務所に合格し、卒業後に上京。
2015年11年3日、「ミス・インターナショナル2016日本代表選出大会」に出場し、ファイナリストまで進出する。その後、モデル事務所との契約が切れ、モデルを辞めてもう一度、看護師を目指そうと思った時期もあったが、母の応援と、信頼できるグラビアカメラマン（野川イサム）との出会いから、2018年、グラビアの仕事をメインに再スタートした。
2018年5月31日発売の1stイメージDVD『今、ココから…』（エスデジタル）でグラビアデビュー。同年12月18日、グラビアアイドルDVD販売会社が選ぶアワードとして同年に創設された「グラビア・オブ・ザ・イヤー2018」（主催：キネマ旬報社）にて、3位に選出された。
2019年2月25日、公式ホームページ開設。同年5月30日、オンラインサロン「SALON SENA NATSUKI」開設。同年7月31日、「株式会社アイエス・フィールド」との業務提携を発表。同年12月18日、「グラビア・オブ・ザ・イヤー2019」（主催：キネマ旬報社）にて、優秀賞に選出された。
2020年2月、3月開始予定のクラウドファンディングによる初主演の短編映画の制作を発表。監督は、井口昇。同年3月16日、4月4日より岐阜放送ラジオにてレギュラー番組が始まることを発表。同年3月19日、新型コロナウイルスをめぐる社会情勢を鑑み、短編映画制作のクラウドファンディング延期を発表。同年8月4日、1対1の特典会アプリ「チェキチャ!」グラビアカテゴリーのアンバサダーとなった。
2020年12月7日、同年内をもって日本での芸能活動を停止し、2021年より中国の北京に芸能活動の拠点を移すこと、北京の芸能マネージメント会社との提携と5年間のグローバル契約を結んだことを発表した。だが、同年12月22日、新型コロナウイルス感染症の影響により、渡航に必要なビジネスビザが発布されず身動きが取れない状態が続き、戦略を練り直して中国サイドの受け入れ態勢が整うまで日本国内での芸能活動を再開することを、所属事務所代表である野川イサムがブログで報告した。同年12月31日、オンラインサロン「SALON SENA NATSUKI」サービス終了。
2021年1月30日、YouTube公式チャンネル開設。同年3月5日、公式ファンクラブ開設。同年5月11日、株式会社リクエージェンシーとの業務提携を発表。
2021年7月20日、クラウドファンディングによる主演短編映画を制作することを発表した。同年9月23日、所属事務所よりグラビア活動からの卒業を発表するが、同28日には「全てのグラビアから直ぐに卒業するわけではありません」と説明した。
2022年4月27日、主演映画『暗号少女』の日本全国、海外での上映を目指すクラウドファンディング開始を発表。同年9月、芸名を「奈月」に改名。
2023年7月1日、自身のInstagramを更新し、所属事務所とのマネジメント契約満了に伴い、退所することとなったと報告。また、事務所退所に伴い、公式ファンクラブが同31日で閉鎖となった。
2023年8月13日、ニューピアホールで開催されたベストボディジャパン主催の『モデルジャパン2023東京大会』ガールズクラス、『ベストボディ・ジャパン2023東京大会』ガールズクラスにエントリー。『モデルジャパン』ではグランプリ、『ベストボディ・ジャパン』ではファイナル6位以下だった。
2023年9月15日、自身のInstagramを更新し、株式会社ボンドに所属すること、芸名を「奈月」から「奈月セナ」に改名したことを報告。

## 人物
- 趣味はレコード鑑賞、映画鑑賞。特技は弓道（初段）、中国語[1]。
- ボストンテリア（オス）を飼っている。名前はブーちゃん[41]。
- 女優の尾野真千子を目標としている[5]。
- 球技が苦手[42]。
- 2024年7月26日（25日深夜）、深夜バラエティ番組『じっくり聞いタロウ〜スター近況（秘）報告〜』（テレビ東京）に出演、2018年デビューし最初のイメージDVDが「バカ売れ」したり「グラビア・オブ・ザ・イヤー2018」で3位に選出されるなどで調子に乗り、10分で2万円の撮影会[注 3]を開くようになった結果、ファンが離れ仕事も減った。イベントで200人のファンが集まっていたのが3人になり2023年末のイベントは入場料を無料にしたことや、麻布十番の焼き鳥屋にて週5日の仕込みアルバイトを務めていることを明かした[44][43]。

## 作品

### DVD

#### イメージDVD
※太字タイトルはBD版同時発売
- 今、ココから…（2018年5月31日（DVD）、2019年2月28日（BD）、エスデジタル）
- セレナーデ（2018年8月24日、竹書房）
- RIDE ON TIME（2018年11月20日、ラインコミュニケーションズ）
- sensationalism（2019年2月28日、エスデジタル）
- Kiss（2019年5月27日、竹書房）
- SENA in MALDIVES（2019年8月30日、グレイトワークス）
- Inside You（2019年11月20日、ラインコミュニケーションズ）
- SENA in BARCELONA（2020年3月27日、グレイトワークス）

#### 映画
- 劇場版　教科書にないッ!5（2019年11月2日、オデッサ・エンタテインメント） - 五月弥生 役
- 劇場版　教科書にないッ!6（2019年11月2日、オデッサ・エンタテインメント） - 五月弥生 役
- 大きい女の子は好きですか?（2020年7月3日、竹書房） - 立花薫 役[45]
- レディ加賀（2024年7月3日、ポニーキャニオン） - 秋山美希 役
- 痴人の愛（2025年5月9日、ハピネット）[46]

### VR
- VR奈月セナ 〜上巻〜（2019年2月28日、エスデジタル）
- VR奈月セナ 〜下巻〜（2019年2月28日、エスデジタル）
- VR奈月セナ 〜夜ベット編〜（2019年2月28日、エスデジタル）
- VR奈月セナ 〜朝ベット編〜（2019年2月28日、エスデジタル）
- VR奈月セナ 〜運動編〜（2019年2月28日、エスデジタル）
- 奈月セナ、此処に居ます。（2019年3月15日、ファンタスティカ）
- 僕の個人秘書奈月セナは休日問わず極上のお世話をしてくれる、そういう世界。（2019年3月22日、ファンタスティカ）
- ある朝起きると僕は奈月セナの彼氏で 癒しとドキドキの生活が始まった、そんな世界。（2019年3月29日、ファンタスティカ）
- VR奈月セナ 〜OL面接編〜（2019年3月29日、エスデジタル）
- VR奈月セナ 〜リビングでお掃除編〜（2019年3月29日、エスデジタル）
- VR奈月セナ 〜お風呂上りのくつろぎ編〜（2019年3月29日、エスデジタル）
- お風呂に一緒に入って泡だらけでイチャイチャ＆OLスーツを無理やり脱がして…（2019年9月25日、エアーコントロール）
- 「肌が乾燥しちゃったからクリームでも塗ろうかな…」スタイル抜群の彼女が目の前で服を脱ぎだして…（2019年9月25日、エアーコントロール）
- 朝、ベッドでボクを優しく起こしてくれるスタイル抜群の彼女が、目の前でシャツを脱ぎ、キャンディをいやらしく舐めはじめて…（2019年9月25日、エアーコントロール）

### 動画配信
- 必撮！まるごと☆奈月セナ【完全版】（2019年3月1日、アイロゴス、DMM独占）
- 必撮！まるごと☆奈月セナ（2019年4月19日、アイロゴス）

### CD
- SUPER CROOKS（SOUNDTRACK FROM THE NETFLIX SERIES）（2021年11月27日、日本コロムビア） - 「SEXY KASEY」に参加

### NFTアイテム
- Sena Natsuki 奈月セナ #1 - #5、#6 - #10（2022年3月25日 - 4月3日・7月24日 - 31日、Adam byGMO）※オークション販売[47]
- 奈月セナ #1 - #5（2022年3月25日 - 4月3日、HABET）※オークション販売[48]

## 書籍

### 写真集
- sensational（2018年11月25日、彩文館出版、撮影：野川イサム）ISBN 978-4775606056[49]
- Sena Style（2019年7月26日、小学館、撮影：野川イサム）ISBN 978-4096823026[50]
- たまゆら（2021年6月24日、講談社、撮影：LUCKMAN）ISBN 978-4065233870[51]
- SELFIEBOOK 奈月セナ Vol.1（2021年10月、セルフィーブック）[注 4]
- senaism（2023年10月25日、講談社、撮影：野川イサム）ISBN 978-4065337998[53]
- SILK of the MOON（2024年12月20日、主婦の友社、撮影：Tim Gallo）ISBN 978-4074609604[54]

### オムニバス写真集
- SUPER VENUS（2022年12月20日、小学館、撮影：レスリー・キー）ISBN 978-4096823361[55][56]

### デジタル写真集
- ニュースなカラダ（2018年7月27日、講談社〈週刊現代デジタル写真集〉、撮影：野川イサム）[57]
- SENA Styles 蒼い流星（2018年10月3日、ドラゴンフライブック）
- Lie（2018年11月13日、magnetic G、撮影：野川イサム）
- seduction（2018年12月20日、magnetic G、撮影：野川イサム）
- RIDE ON TIME（2019年3月22日、ラインコミュニケーションズ〈Idol Line〉、撮影：野川イサム）
- 胸さわぎのG（2019年4月1日、秋田書店〈ヤングチャンピオンデジグラ〉）
- 挑発バニー（2019年4月1日、アイロゴス〈必撮！まるごと☆〉、撮影：野川イサム）
- 跪きなさい（2019年5月1日、アイロゴス〈必撮！まるごと☆〉、撮影：野川イサム）
- 初めての一泊二日温泉旅行（2019年5月31日、光文社〈FLASHデジタル写真集〉、撮影：野川イサム）[58]
- Good Shot Good Body（2019年6月7日、アイロゴス〈必撮！まるごと☆〉、撮影：野川イサム）
- 真美体（2019年6月17日、小学館〈スピ/サン グラビアフォトブック〉、撮影：LUCKMAN）[59]
- 脱げるナースさん（2019年7月1日、アイロゴス〈必撮！まるごと☆〉、撮影：野川イサム）
- SENA Styles 遠雷の日はキミとふたりで（2019年7月31日、ドラゴンフライブック）
- 教えてアゲル（2019年8月9日、アイロゴス〈必撮！まるごと☆〉、撮影：野川イサム）
- Glamourous Ocean（2019年9月20日、小学館〈週刊ポストデジタル写真集〉、撮影：野川イサム）[60]
- もっと迫って……（2019年11月18日、講談社〈週刊現代デジタル写真集〉、撮影：野川イサム）[61]
- SENA Styles 蒼い流星（2018年10月3日、ドラゴンフライブック）
- Sena Style（2019年11月29日、小学館、撮影：野川イサム）[50]
- 誰にも見せない（2019年12月23日、講談社〈週刊現代デジタル写真集〉、撮影：野川イサム）[62]
- 294枚+未公開カット収録 奈月セナ BEST vol.1（2020年1月1日、アイロゴス〈必撮！まるごと☆〉、撮影：野川イサム）
- 奈月セナ写真集 Vol.1･2（2020年4月1日、インプレス〈impress QuickBooks〉、撮影:野川イサム）
- 女王のリアル（2020年6月22日、集英社〈週プレ PHOTO BOOK〉、撮影：LUCKMAN）[63]
- Inside You（2020年8月18日、ラインコミュニケーションズ〈Idol Line〉、撮影：野川イサム）
- 夏の女神さまっ！〜Summer Venus〜（2020年12月4日、集英社〈週プレ PHOTO BOOK］〉、撮影：LUCKMAN）[64]
- Gカップ、舞い戻る（2021年10月19日、光文社〈FLASHデジタル写真集〉、撮影：野川イサム）[65]
- RIDE ON TIME＋Inside You（2021年12月10日、ラインコミュニケーションズ〈Idol Line〉、撮影：野川イサム）
- たまゆら A･B･C･D（2022年4月26日、講談社〈週刊現代デジタル写真集〉、撮影：LUCKMAN）[66][67][68][69]
- たまゆら 春夏秋冬（2022年4月26日、講談社〈週刊現代デジタル写真集〉、撮影：LUCKMAN）[70] ※たまゆらAとBの完全版
- たまゆら 花鳥風月（2022年4月26日、講談社〈週刊現代デジタル写真集〉、撮影：LUCKMAN）[71] ※たまゆらCとDの完全版
- SENA Styles 蒼い流星＋遠雷の日はキミとふたりで（2023年3月31日、ドラゴンフライブック）
- ラストガール Petit BEST（2023年6月1日、アイロゴス〈必撮！まるごと☆〉、撮影：野川イサム）
- 今、ココから…（2023年8月5日、エスデジタル、撮影：野川イサム）
- senaism オール未公開スペシャルEdition 100ページ超完全版（2024年3月15日、講談社、撮影：野川イサム）[72]
- Moonlit Secret（2025年1月20日、主婦の友社、撮影：Tim Gallo）
- 奈月セナ SpecialEdition（2025年2月1日、アイロゴス〈萌得〉）
- 女王の帰還（2025年4月28日、集英社〈週プレ PHOTO BOOK〉、撮影：大辻隆広）[73]

## 出演

### テレビ
- ダウンタウンDX（2021年11月25日、読売テレビ・日本テレビ系） - ゲスト[74]
- 報道の日 2022 第2部「今夜解禁！極秘メモが語るスクープの真相」（2022年12月18日、TBS） - 「コロナ重症化の妊婦 奇跡の出産 〜母親の退院を支えた医療スタッフと家族の絆〜」再現ドラマ - 看護師 役
- ワールドファイトCLIP! Supported by U-NEXT（2024年4月4日・25日・5月16日・6月27日・8月8日・15日、BS11） - ファイトCLIP!ガール（週替りゲスト）[75][76]
- 究極の恋愛決断ショー SPEC HOTEL（2024年7月30日〈29日深夜〉・8月6日〈5日深夜〉、TBS）[77]
- じっくり聞いタロウ〜スター近況（秘）報告〜（2024年7月26日〈25日深夜〉[78][44]・8月2日〈1日深夜〉[79]、テレビ東京）
- 二軒目どうする?〜ツマミのハナシ〜（2025年7月6日〈5日深夜〉、テレビ東京）

### ラジオ
- 「後藤麻衣の心配ないさぁ〜!!」（2019年2月1日[80]、2020年4月3日[81]、ラジオ日本） - ゲスト
- 「激刊！ふじ」（2019年11月19日、渋谷クロスFM） - メインゲスト[82]
- 「奈月セナとデッカチャンだよ！」（2020年4月4日 - 6月27日、岐阜放送ラジオ） - 共演：デッカチャン、初のラジオレギュラー番組[17][18][注 5]
- 「SWEET ROBOTS SHOW」（2020年4月22日[84]、4月29日[85]、7月22日[86]、7月29日[87]、8月5日[88]、J-WAVE） - ゲスト[89][90]
- 「ステラ☆HAPPY!LIVE! 〜奈月セナのTALKonTIME!〜」（2020年4月 - 11月（毎月第1金曜日）、市川うららFM） - メインパーソナリティ[91][92]
- 「森田健作 青春もぎたて朝一番!」（2022年6月5日、NACK5） - ゲスト

### インターネットテレビ
- 「WinTicket ミッドナイト競輪」（2020年3月6日（武雄 F2 最終日）、AbemaTV） - ゲスト
- 「アベマde週末ボートレース ∼Friday∼ #42」（2020年4月17日、ABEMA）
- 「WINTICKET ミッドナイト競輪」（2020年6月27日（川崎 F2 第2日 WinTicket杯）、10月11日（宇都宮 F2 第2日）、12月30日（高知 F2 第2日）、2021年6月13日（松戸 F2 最終日）、2024年6月17日（小倉 F2 第2日）、ABEMA）

### テレビドラマ
- 月曜プレミア8「作家刑事 毒島真理」（2020年11月30日、テレビ東京）[93]
- オリバーな犬、 (Gosh!!) このヤロウ（2021年9月17日 、NHK総合） - 「CLUB Kerala」のキャバ嬢 役[94]

### CM
- ファミリーマート「ファミマのおトクが止まらない!?1個買うと、1個もらえる」（2022年5月31日 - ）

### 映画
- 教科書にないッ!5（2019年7月27日公開） - 五月弥生 役[95]
- 教科書にないッ!6（2019年7月28日公開） - 五月弥生 役[96]
- 大きい女の子は好きですか?（2020年8月1日公開） - 立花薫 役[97]
- ヘルドッグス（2022年9月16日公開）
- レディ加賀 （2024年2月9日公開） - 秋山美希 役[98]
- 痴人の愛（2024年11月29日公開） - ナオミ 役[99][100]

### 舞台
- 朗読劇「Greif2」（2019年8月29日、31日、9月1日、千本桜ホール） - Aチーム[101]
- S・T・B（スティーブ）企画「日本語私辞典」（2021年3月30日、4月1日 - 4月4日、シアター風姿花伝） - Aチーム[102]
- オンラインリーディングプロジェクト「文芸エロス」
  - 第五夜「バーバー御園」（2021年6月25日 - 26日）[103][104]
  - 第七夜「革の檻」（2021年7月23日 - 7月24日）[105]

### Web
- 「【ハッピーメール〜Love Story〜】 #5 金木犀と私」（マッチングアプリ・サイト「ハッピーメール」YouTube公式チャンネル 予告編:2019年8月21日公開[106]、本編:2019年8月28日公開[107]）
- アキバ@movie（2021年6月29日、Akiba.TV） - MC[108]

### MV
- 詩音 「You」（2019年）[109][110]
- TOWA TEI WITH HARUOMI HOSONO & HANA「BIRTHDAY」（2021年）[111][112]

### パチスロ
- ラブ嬢3〜Wご指名はいかがですか？〜（2023年12月、アムテックス）[113]

### イベント
- ROAD to ONE 3rd：TOKYO FIGHT NIGHT（2020年9月10日、渋谷O-EAST） - ラウンドガール[114]
- 「暗号少女 〜瀬名奈月の事件簿〜」プレミアムイベント（光塾 COMMON CONTACT 並木町）
  - #1（2022年2月12日）[115]
  - #2（2022年4月17日）
- Rakuten GirlsAward 2022 SPRING/SUMMER（2022年5月14日、幕張メッセ 国際展示場9 - 11ホール） - モデル

#### 写真展
- LUCENT（2025年4月17日 - 20日、渋谷 gallery LE DECO）[116]